# Alina Gorghiu
Alina Gorghiu (ur. 16 września 1978 w Tecuci) – rumuńska polityk i prawniczka, posłanka do Izby Deputowanych, senator, minister, od 2014 do 2016 przewodnicząca Partii Narodowo-Liberalnej.

## Życiorys
W 2001 ukończyła studia na wydziale prawa i administracji Universitatea Creștină Dimitrie Cantemir. Kształciła się również na Uniwersytecie Bukareszteńskim i na Uniwersytecie w Pitești. W 2012 obroniła doktorat z zakresu prawa karnego na Uniwersytecie w Jassach. Praktykowała w zawodzie prawnika, była również doradcą prawnym w administracji państwowej, zajmowała się także działalnością mediacyjną i arbitrażową, jak również prowadzeniem wykładów na uniwersytetach.
Dołączyła do Partii Narodowo-Liberalnej. Od 2004 do 2008 była radną Sektora 5 w Bukareszcie. W 2008 i 2012 wybierana na posłankę do Izby Deputowanych.
Gdy Klaus Iohannis zrezygnował z przywództwa w PNL w związku z wyborem na urząd prezydenta Rumunii, Alina Gorghiu 18 grudnia 2014 została wybrana na to stanowisko, pokonując w głosowaniu Ludovika Orbana. Została tym samym również współprzewodniczącą federacji liberałów i PDL, a we wrześniu 2016 samodzielną przewodniczącą jednolitej PNL. Zrezygnowała z tej funkcji w grudniu 2016 po słabym wyniku partii w wyborach parlamentarnych, w których sama została wybrana w skład Senatu.
W 2020 uzyskała senacką reelekcję. Została wiceprzewodniczącą tej izby, a w 2022 tymczasową przewodniczącą Senatu. Izbą wyższą parlamentu kierowała do czasu powołania nowego przewodniczącego Senatu w czerwcu 2023. W tym samym miesiącu objęła urząd ministra sprawiedliwości w rządzie Marcela Ciolacu, który sprawowała do grudnia 2024.
W 2024 została ponownie wybrana do niższej izby rumuńskiego parlamentu.

## Życie prywatne
W 2016 zawarła związek małżeński z Lucianem Isarem, ministrem delegowanym w pierwszym rządzie Victora Ponty.